# 彼得羅夫斯科耶區 (坦波夫州)

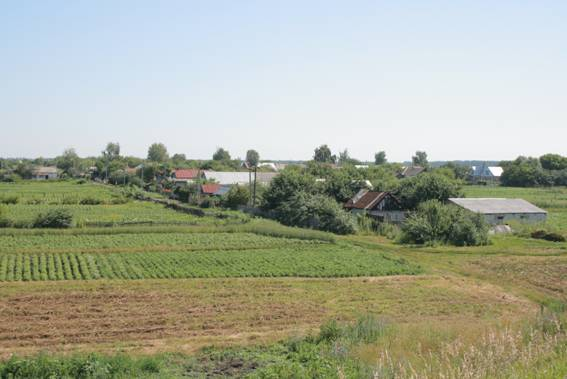

52°38′00″N 40°15′43″E / 52.63333°N 40.26194°E
彼得羅夫斯科耶區（俄语：Петровский район），是俄羅斯的一個區，位於該國西部，由坦波夫州負責管轄，面積1,779平方公里，2010年該區人口19,074，人口密度每平方公里10.72人。

### 腳註
1. ↑  . Petrovsky District.   [July 2, 2016]. （原始内容存档于2021-05-25） （俄语）.

### 其他
- Official land use map of the district （页面存档备份，存于）
- Official tourist map of the district （页面存档备份，存于）
- Petrovsky District on OpenStreetMap.org （页面存档备份，存于）
- Petrovsky District on GoogleMaps （页面存档备份，存于）